# Pogórze (województwo opolskie)
Pogórze (dodatkowa nazwa w j. niem. Pogosch) – wieś w Polsce, położona w województwie opolskim, w powiecie prudnickim, w gminie Biała. Historycznie leży na Górnym Śląsku, na ziemi prudnickiej. Położona jest na terenie Kotliny Raciborskiej, będącej częścią Niziny Śląskiej.
W latach 1975–1998 miejscowość należała administracyjnie do ówczesnego województwa opolskiego.
Według danych na 2011 wieś była zamieszkana przez 736 osób.
Do wsi należy przysiółek Frącki i kolonia Pogórze.

## Geografia

### Położenie
Wieś jest położona w południowo-zachodniej Polsce, w województwie opolskim, około 14 km od granicy z Czechami, w zachodniej części Kotliny Raciborskiej. Należy do Euroregionu Pradziad. Niska bonitacja nie pozwala na osiągnięcie wysokich plonów w uprawach polowych.

### Środowisko naturalne
W Pogórzu panuje klimat umiarkowany ciepły. Średnia temperatura roczna wynosi +8,3 °C. Duże zróżnicowanie dotyczy termicznych pór roku. Średnie roczne opady atmosferyczne w rejonie Pogórza wynoszą 607 mm. Dominują wiatry zachodnie.

### Integralne części wsi
| SIMC    | Nazwa   | Rodzaj      |
| ------- | ------- | ----------- |
| 0491475 | Frącki  | przysiółek  |
| 0491481 | Nagłów  | osada leśna |
| 0491498 | Pogórze | kolonia     |

## Nazwa
Nazwa wsi jest zaliczana do nazw topograficznych (określenie terenu według jego właściwości naturalnych, przyrodniczych – ukształtowania powierzchni ziemi, szaty roślinnej, świata zwierzęcego). Pochodzi od wyrazu pogórze, które oznacza małe wzniesienie. Według miejscowej legendy nazwa wywodzi się od pożaru (pogorzelisko, pogorzało), jednak nie znajduje ona potwierdzenia w ustaleniach językoznawców.
W różnych latach wieś była wzmiankowana pod następującymi nazwami: 1384 Pogors, 1534 Pogortzi, 1679 pago Pogursz, Pogorszek, 1688 Pogorss, 1743 Poggortz, 1784 Pogorz, 1886 Pogasch, 1920 Pogórz.
Ze względu na jej polskie pochodzenie, w 1936 w miejsce nazwy nazistowska administracja III Rzeszy wprowadziła nową, niemiecką – Brandewalde.
W Spisie miejscowości województwa śląsko-dąbrowskiego łącznie z obszarem ziem odzyskanych Śląska Opolskiego wydanym w Katowicach w 1946 wieś wymieniona jest pod polską nazwą Pogórz. Obecna nazwa została administracyjnie zatwierdzona 12 listopada 1946.
W gwarach prudnickich nazwa miejscowości występuje jako Pogorzy lub Pogorzyj (odmiana: dzie miyszkył? w Pogorzyj; jadã do Pogorzyj; miyndzy Prudnikã, a Pogorzyj, Pogorzōma).

## Historia

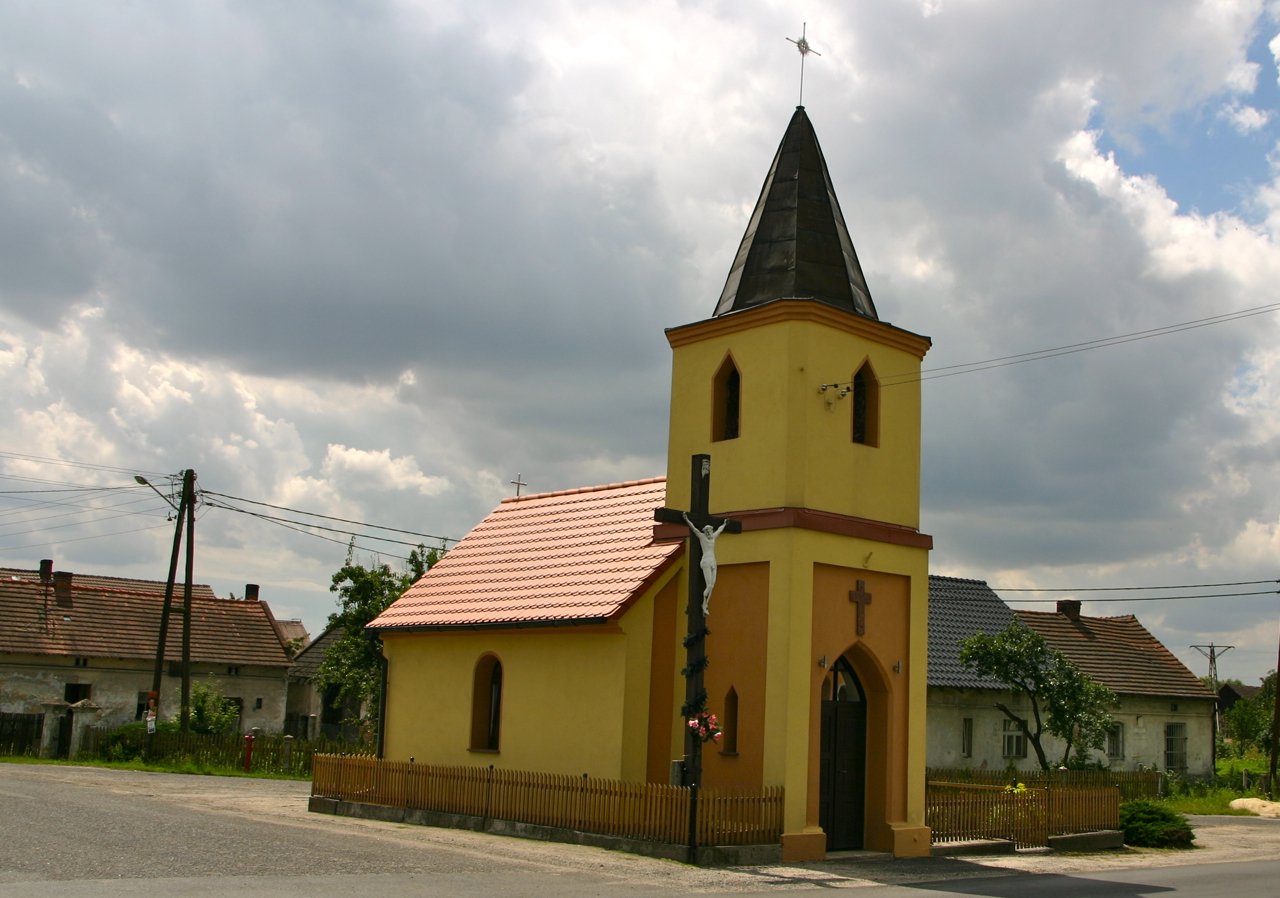
Kaplica wzniesiona w 1861

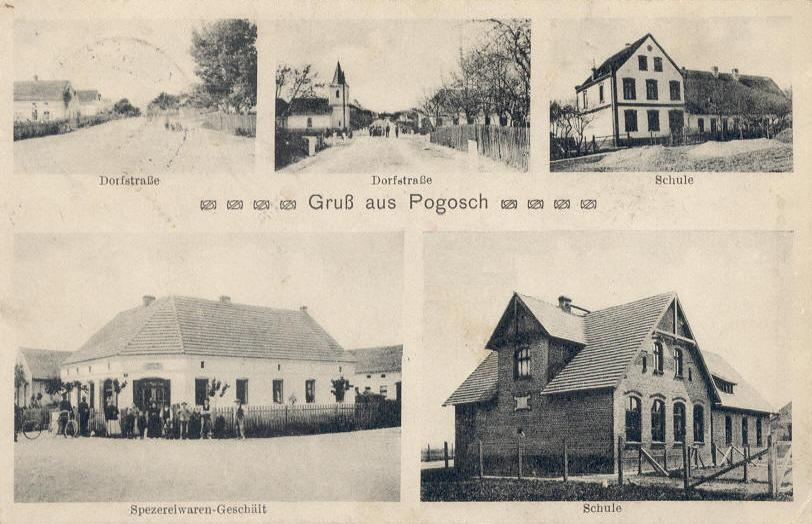
Widokówka z Pogórza z 1909

Pogórze zostało założone na początku pierwszej połowy XIV wieku. Pierwsze pisane wzmianki o wsi pochodzą z 1384.
W drugiej połowie XVI wieku Pogórze było zamieszkiwane przez ok. 40. poddanych (jako głowy rodzin), z czego szesnastu było zagrodnikami. Powierzchnia sołectwa wynosiła 2 łany z należącą do niego karczmą, kramem szewskim i piekarniczym, dwoma ogrodami i wolnym wygonem dla owiec. Miejscowy sołtys płacił podatek w wysokości 5 florenów i 12 groszy. Mógł zachowywać co trzeci halerz z pobieranych kar od mieszkańców. Roczna opłata wsi dla państwa na zamku w Chrzelicach wynosiła 1 wół. Wspólnie z Rzymkowicami utrzymywała strażnika na zamku za 4 floreny. Mieszkańcy płacili dziesięcinę księdzu w Solcu. Kowal Paul Tirsch płacił podatek w wysokości 1 florena i 12 groszy. Podkuwał trzy razy w roku na zamku w Chrzelicach 4 konie pociągowe.
W XVI wieku miejscowość zamieszkiwało więcej mieszkańców. Głównych przedstawicieli rodzin było około 50. Wśród nich znajdowali się chłopi wolni i pańszczyźniani, rolnicy, chałupnicy, zagrodnicy oraz wolni sołtysi, którymi w połowie XVIII wieku byli Walentin Botto i Jacob Kurtzweil. Miejscowy młynarz Michael Juraschek posiadał we wsi własny młyn. Mieszkał obok małego stawu Radematz (obecna ul. Stawowa). Pogórze posiadało specjalne pańskie kwatery dla myśliwych usytuowane w środku wsi. Do 1742 wieś należała do powiatu sądowego głogóweckiego w Monarchii Habsburgów. Po I wojnie śląskiej znalazła się w granicach Królestwa Prus i weszła w skład powiatu prudnickiego w prowincji Śląsk.

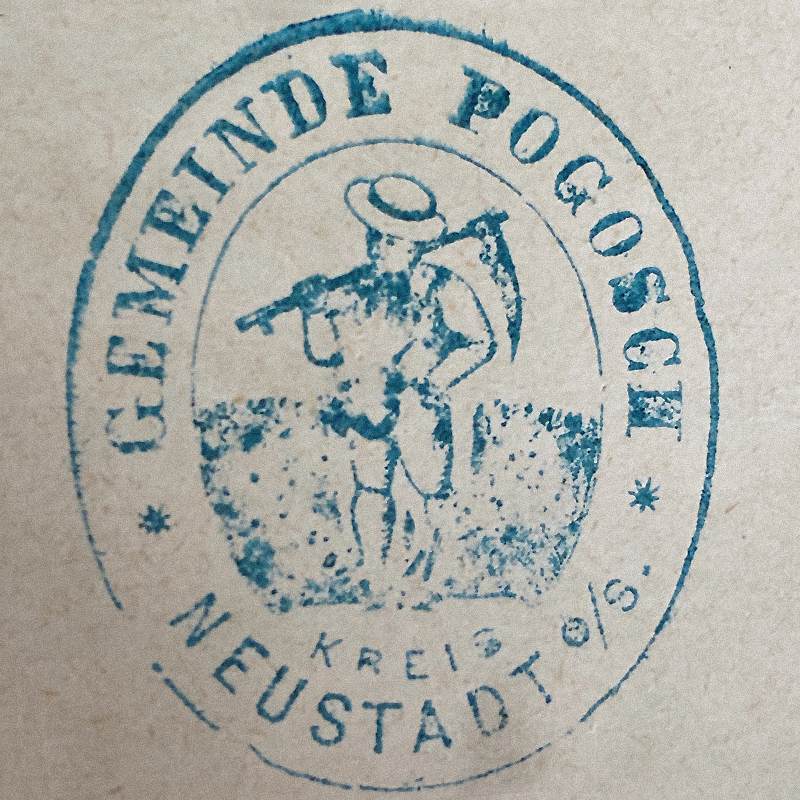
Pieczęć Pogórza (1885)

W połowie XIX wieku wieś była znacznie bardziej rozwinięta. Mieszkało w niej ok. 840 osób, w tym 80 rolników, ok. 80 chałupników, 3 handlarzy zbożem, 1 karczmarz, 1 handlarz bydłem, 2 piekarzy, 2 kowali 1 garncarz, 1 kramarz, 1 leśniczy i kilkanaście zagrodników. Domów było ponad 80. Od 1828 funkcjonowała dwuklasowa szkoła, do której uczęszczało ponad 250 dzieci. Nauczał w niej jeden nauczyciel z pomocnikiem. Urząd sołtysa był dziedziczny. Mieszkańcy byli w większości katolikami. 10 miejscowych ewangelików uczęszczało na msze do zamku w Chrzelicach. Od 4 do 11 lutego 1832 w Pogórzu panowała epidemia cholery. Wieś posiadała swoją własną pieczęć, która przedstawiała w polu chłopa z kosą na ramieniu skierowanego w prawo, za nim wysoka trawa, a w otoku napis: GEMEINDE POGOSCH / KREIS NEUSTADT O/S. (pol. Gmina Pogórze / Powiat Prudnicki, Górny Śląsk).

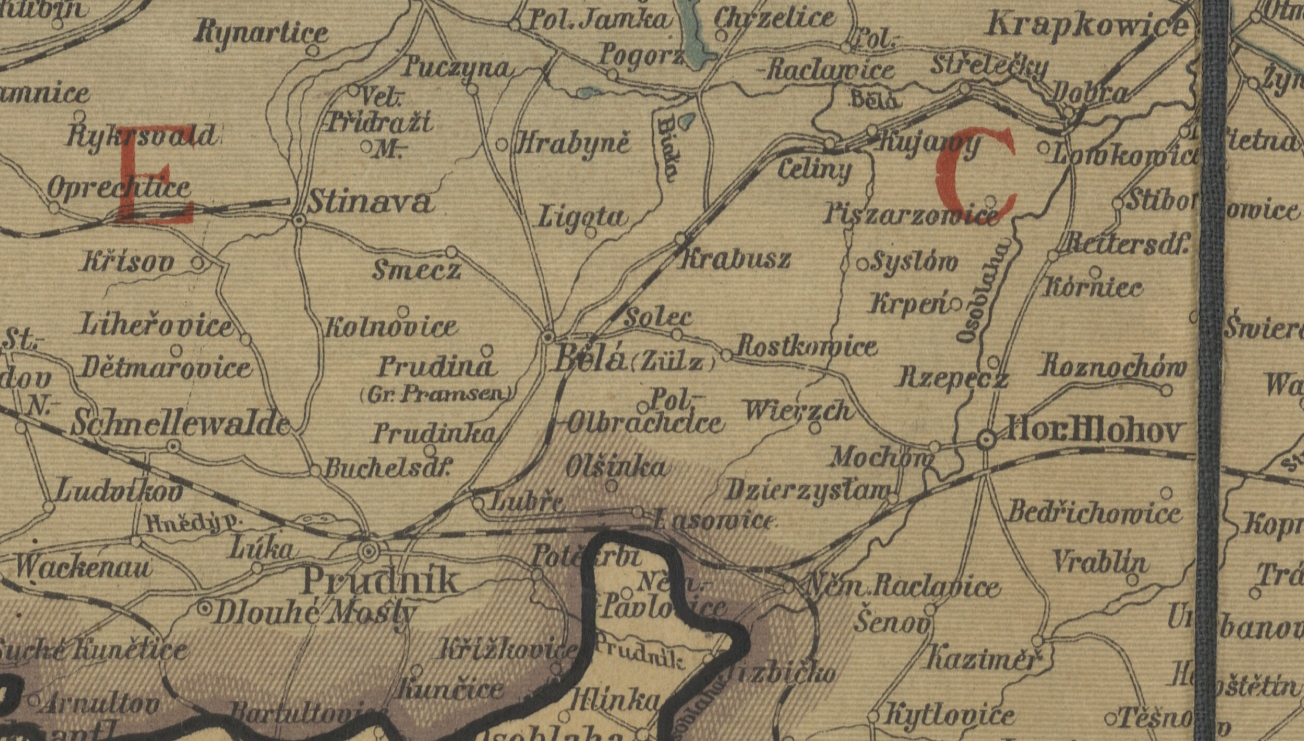
Pogórze (Pogorz) wśród miejscowości ziemi prudnickiej na czeskiej mapie z 1922

Według spisu ludności z 1 grudnia 1910, na 1281 mieszkańców Pogórza 111 posługiwało się językiem niemieckim, 1034 językiem polskim, a 136 było dwujęzycznych. Po I wojnie światowej we wsi powstał pomnik upamiętniający mieszkańców wsi, którzy zginęli podczas niej. W 1921 w zasięgu plebiscytu na Górnym Śląsku znalazła się tylko część powiatu prudnickiego. Pogórze znalazło się po stronie wschodniej, w obszarze objętym plebiscytem, w obwodzie nr 9 powiatu prudnickiego. Do głosowania uprawnione były w Pogórzu 1052 osoby, z czego 660, ok. 62,7%, stanowili mieszkańcy (w tym 615, ok. 58,5% całości, mieszkańcy urodzeni w miejscowości). Oddano 1038 głosów (ok. 98,7% uprawnionych), w tym 1037 (ok. 99,9%) ważnych; za Niemcami głosowało 976 osób (ok. 94,1%), a za Polską 61 osób (ok. 5,9%).
Podczas II wojny światowej, w marcu 1945 wieś była jedną z miejscowości powiatu prudnickiego, które zostały przystosowane przez Niemców do obrony przed Armią Czerwoną. Została ona otoczona rowem. Zajęli ją zmierzający do Prudnika żołnierze 1 Frontu Ukraińskiego.
Krótko po II wojnie światowej wieś nosiła nazwę Pogórz.
W latach 1945–1950 Pogórze należało do województwa śląskiego, a od 1950 do województwa opolskiego. W latach 1945–1954 i 1973–1975 wieś należała do gminy Łącznik.
We wsi funkcjonował punkt sanitarny Polskiego Czerwonego Krzyża.
W latach 2002–2009 we wsi wybudowany został kościół św. Teresy Benedykty od Krzyża. W 2007 Pogórze przystąpiło do Programu Odnowy Wsi Opolskiej. Wieś ucierpiała podczas powodzi we wrześniu 2024. Zalana została droga do Frącek, zamknięto drogę wojewódzką między Pogórzem i Łącznikiem.

### Przynależność państwowa i administracyjna
| Okres     |                                                                                | Państwo                           | Zwierzchnictwo                    | Jednostka administracyjna                                                |
| --------- | ------------------------------------------------------------------------------ | --------------------------------- | --------------------------------- | ------------------------------------------------------------------------ |
| 1384–1424 |                                                                                | Księstwo niemodlińsko-strzeleckie | Księstwo niemodlińsko-strzeleckie |                                                                          |
| 1424–1460 |                                                                                | Księstwo głogówecko-prudnickie    | Księstwo głogówecko-prudnickie    |                                                                          |
| 1460–1521 |                                                                                | Księstwo opolskie                 | Księstwo opolskie                 |                                                                          |
| 1521–1532 |                                                                                | Księstwo opolsko-raciborskie      | Księstwo opolsko-raciborskie      | księstwo opolskie                                                        |
| 1532–1742 | Monarchia Habsburgów                                                           | Monarchia Habsburgów              | Święte Cesarstwo Rzymskie         | księstwo opolsko-raciborskie, powiat sądowy głogówecki                   |
| 1742–1806 |                                                                                | Królestwo Prus                    | Święte Cesarstwo Rzymskie         | kamera wrocławska, departament wrocławski, powiat prudnicki              |
| 1806–1815 |                                                                                | Królestwo Prus                    | Królestwo Prus                    | kamera wrocławska, departament wrocławski, powiat prudnicki              |
| 1815–1871 | prowincja Śląsk, rejencja opolska, powiat prudnicki                            | Królestwo Prus                    | Królestwo Prus                    |                                                                          |
| 1871–1918 | Cesarstwo Niemieckie                                                           | Cesarstwo Niemieckie              | Cesarstwo Niemieckie              | Królestwo Prus, prowincja Śląsk, rejencja opolska, powiat prudnicki      |
| 1918–1919 |                                                                                | Republika Weimarska               | Republika Weimarska               | Wolne Państwo Prusy, prowincja Śląsk, rejencja opolska, powiat prudnicki |
| 1919–1933 | Wolne Państwo Prusy, prowincja Górny Śląsk, rejencja opolska, powiat prudnicki | Republika Weimarska               | Republika Weimarska               |                                                                          |
| 1933–1938 | Wolne Państwo Prusy, prowincja Górny Śląsk, rejencja opolska, powiat prudnicki | III Rzesza                        | III Rzesza                        | III Rzesza                                                               |
| 1938–1941 | Wolne Państwo Prusy, prowincja Śląsk, rejencja opolska, powiat prudnicki       | III Rzesza                        | III Rzesza                        | III Rzesza                                                               |
| 1941–1945 | Wolne Państwo Prusy, prowincja Górny Śląsk, rejencja opolska, powiat prudnicki | III Rzesza                        | III Rzesza                        | III Rzesza                                                               |
| 1945–1946 |                                                                                | Rzeczpospolita Polska             | Rzeczpospolita Polska             | Okręg I (Śląsk Opolski)                                                  |
| 1946–1950 | województwo śląskie, powiat prudnicki, gmina Łącznik                           | Rzeczpospolita Polska             | Rzeczpospolita Polska             |                                                                          |
| 1950–1952 | województwo opolskie, powiat prudnicki, gmina Łącznik                          | Rzeczpospolita Polska             | Rzeczpospolita Polska             |                                                                          |
| 1952–1954 | województwo opolskie, powiat prudnicki, gmina Łącznik                          |                                   | Polska Rzeczpospolita Ludowa      | Polska Rzeczpospolita Ludowa                                             |
| 1954–1959 | województwo opolskie, powiat prudnicki, gromada Pogórze                        |                                   | Polska Rzeczpospolita Ludowa      | Polska Rzeczpospolita Ludowa                                             |
| 1959–1973 | województwo opolskie, powiat prudnicki, gromada Łącznik                        |                                   | Polska Rzeczpospolita Ludowa      | Polska Rzeczpospolita Ludowa                                             |
| 1973–1975 | województwo opolskie, powiat prudnicki, gmina Łącznik                          |                                   | Polska Rzeczpospolita Ludowa      | Polska Rzeczpospolita Ludowa                                             |
| 1975–1989 | województwo opolskie, gmina Biała                                              |                                   | Polska Rzeczpospolita Ludowa      | Polska Rzeczpospolita Ludowa                                             |
| 1989–1998 | województwo opolskie, gmina Biała                                              | Polska                            | Rzeczpospolita Polska             | Rzeczpospolita Polska                                                    |
| od 1999   | województwo opolskie, powiat prudnicki, gmina Biała                            | Polska                            | Rzeczpospolita Polska             | Rzeczpospolita Polska                                                    |

## Mieszkańcy

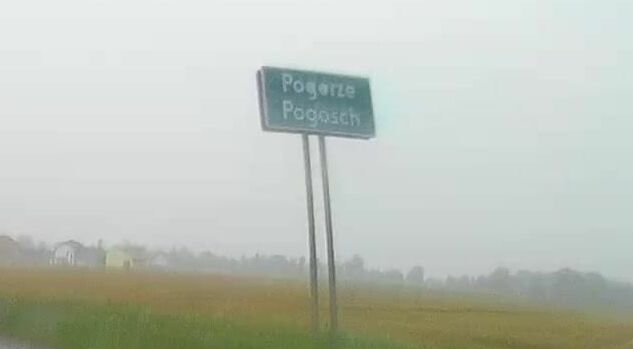
Tablica z podwójną nazwą przed wjazdem do Pogórza od strony Korfantowa

Miejscowość zamieszkiwana jest przez mniejszość niemiecką oraz Ślązaków. Mieszkańcy wsi posługują się gwarą prudnicką, będącą odmianą dialektu śląskiego.

### Liczba mieszkańców wsi
- 1871 – 995[34]
- 1885 – 1042[35]
- 1905 – 1314[36]
- 1910 – 1281[19]
- 1933 – 1294[37]
- 1939 – 1284[37]
- 1966 – 905[38]
- 1998 – 879[39]
- 2002 – 865[39]
- 2009 – 754[39]
- 2011 – 736[39]
- 2013 – 719[40]

## Zabytki
Do wojewódzkiego rejestru zabytków wpisany jest dom, z XIX w. (wypisany z księgi rejestru, nie istnieje).
Zgodnie z gminną ewidencją zabytków w Pogórzu chronione są ponadto:
- kaplica-dzwonnica
- kuźnia (remiza strażacka)
- przepust drogowy, droga powiatowa 1206

## Gospodarka
W Pogórzu siedzibę mają firmy Mechanika Pojazdowa Usługi Transportowe Luda Hubert, Kołek Adrian, Usługi Malarskie Uliczka Mariusz, Zakład Murarski Makiola Jerzy, ELTECH Sajonz Usługi Elektryczno-Techniczne i SOLID-DACH, zrzeszone w Cechu Rzemieślników i Przedsiębiorców w Prudniku.

## Transport

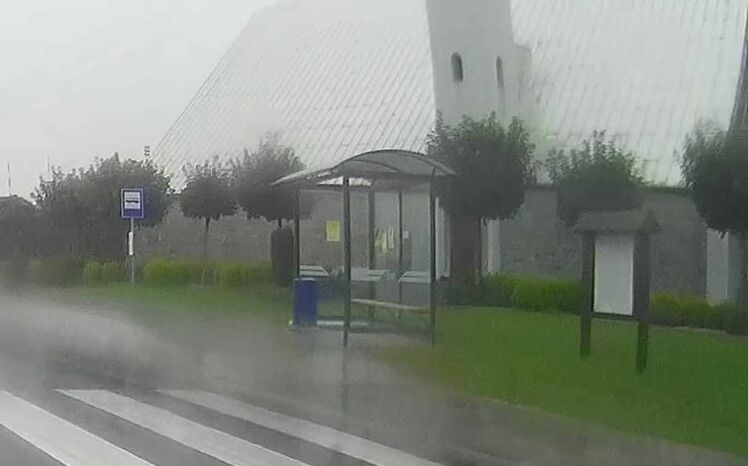
Przystanek autobusowy

### Transport drogowy
Przez Pogórze przebiega droga wojewódzka
- 407 Nysa – Łącznik

W zarządzie Wydziału Drogownictwa Starostwa Powiatowego w Prudniku znajduje się droga powiatowa nr 1206O relacji Biała – Ligota Bialska – Górka Prudnicka – Frącki – Pogórze – Sowin.

### Transport autobusowy
Pogórze posiada połączenia autobusowe z Białą, Głuchołazami, Korfantowem, Opolem, Prudnikiem, Rzymkowicami. We wsi znajdują się dwa przystanki autobusowe – „Pogórze”, „Frącki”.
Transport autobusowy w Pogórzu obsługiwany był przez PKS Prudnik. W 2004 prudnicki PKS został sprywatyzowany z udziałem Connex Polska. W 2008, w wyniku połączenia spółek PKS Connex Prudnik i PKS Connex Kędzierzyn-Koźle, utworzona została spółka Veolia Transport Opolszczyzna, w 2013 przejęta przez Arriva Bus Transport Polska. W 2019 Arriva wycofała się z Prudnika. Wówczas organizacją przewozów pasażerskich w Pogórzu i okolicy zajęły się ościenne PKS-y. W grudniu 2021 powołano Powiatowo-Gminny Związek Transportu „Pogranicze”, mający na celu poprawę jakości transportu.

## Kultura
W Pogórzu działa Niemieckie Koło Przyjaźni (Deutscher Freundeskreis) – oddział terenowy Towarzystwa Społeczno-Kulturalnego Niemców na Śląsku Opolskim.

## Religia
W Pogórzu znajduje się katolicki kościół św. Teresy Benedykty od Krzyża, który należy do parafii Nawiedzenia Najświętszej Maryi Panny w Łączniku (dekanat Biała). We wsi znajduje się kaplica św. Rocha.

## Sport
1 sierpnia 2023 przez Pogórze przebiegała trasa wyścigu Tour de Pologne.

## Turystyka
We wsi funkcjonuje gospodarstwo agroturystyczne „Dziki Raj”. Oddział PTTK „Sudetów Wschodnich” w Prudniku ustanowił turystyczną Odznakę Krajoznawczą Ziemi Prudnickiej, którą zdobywa się poprzez zwiedzenie odpowiedniej liczby obiektów w miejscowościach położonych na ziemi prudnickiej, w tym w Pogórzu. Przez Pogórze przebiega trasa Kolarskiego Rajdu Dookoła Ziemi Bialskiej, za przejechanie którego PTTK Prudnik przyznaje odznakę.

### Szlaki rowerowe
Przez Pogórze prowadzi szlak rowerowy:
- Trasa rowerowa PTTK nr 262-z: Biała – Stare Miasto – Solec – Rostkowice – Gostomia – Nowa Wieś Prudnicka – Urszulanowice – Moszna – Ogiernicze – Łącznik – Chrzelice – Rzymkowice – Pogórze – Frącki – Brzeźnica – Górka Prudnicka – Ligota Bialska – Biała

## Bezpieczeństwo
W zakresie ochrony przeciwpożarowej oraz innych miejscowych zagrożeń w Pogórzu działa jednostka Ochotniczej Straży Pożarnej.
Miejscowość jest pod opieką dzielnicowego rejonu służbowego nr 16 Komendy Powiatowej Policji w Prudniku (Posterunek Policji w Białej).
Teren wsi, jak i całej gminy Biała, położony jest w strefie nadgranicznej w związku z czym Straż Graniczna dysponuje, na tym obszarze, specjalnymi kompetencjami w zakresie bezpieczeństwa. Gminę Biała obejmuje zasięgiem służbowym placówka Straży Granicznej w Opolu ze Śląskiego Oddziału SG.

## Ludzie związani z Pogórzem
- Teodor Obremba (1890–1951) – lekarz, działacz narodowy i samorządowy, urodzony w Pogórzu
- João Batista Przyklenk (1916–1984) – wikariusz apostolski Apostolskiego Wikariatu Północnej Norwegii, ordynariusz Januárii, urodzony w Pogórzu